# Distrito Escolar de San Ysidro
El Distrito Escolar de San Ysidro (San Ysidro School District) es un distrito escolar de California. Tiene su sede en San Diego. Gestiona escuelas en el barrio de San Ysidro.
En el año escolar de 2012-2013 la San Ysidro Teachers association (asociación de maestros de San Ysidro) y la junta escolar del distrito tenían un conflicto. Los maestros acusaron a la junta escolar de mostrar favoritismo hacia el vice-superintendente, Jason Romero, porque su madre es miembro de la junta escolar.

## Escuelas
Escuela preescolar, de Kindergarten, primaria y media (PreK-,K,4-8)
- Ocean View Hills School

Escuelas medias (7-8):
- San Ysidro Middle School

Escuelas primarias K-6:
- Sunset Elementary School

Escuelas primarias 4-6:
- La Mirada Elementary School

Escuelas primarias K-5:
- Beyer Elementary School

Escuelas primarias K-3:
- Smythe Elementary School
- Vista Del Mar School